# Paranocaracris
Paranocaracris is een geslacht van rechtvleugeligen uit de familie Pamphagidae. De wetenschappelijke naam van dit geslacht is voor het eerst geldig gepubliceerd in 1951 door Mishchenko.

## Soorten
Het geslacht Paranocaracris omvat de volgende soorten:
- Paranocaracris bulgaricus Ebner & Drenowski, 1936
- Paranocaracris citripes Uvarov, 1949
- Paranocaracris elegans Mishchenko, 1951
- Paranocaracris granosus Mishchenko, 1951
- Paranocaracris latipes Uvarov, 1928
- Paranocaracris rimansonae Uvarov, 1918
- Paranocaracris rubripes Fischer von Waldheim, 1846
- Paranocaracris tridentatus Stshelkanovtzev, 1916